# Fonògraf
El fonògraf va ser l'eina més comuna per a enregistrar i reproduir so mecànic des de l'època dels 1870 fins a la dècada dels 80. Va ser inventat per Thomas Alva Edison al 1877. Altres inventors tenien dispositius produïts que podien gravar sons, però el fonògraf d'Edison va ser el primer capaç de reproduir el so gravat.

## Història

### Origen
El fonògraf va ser el resultat del desenvolupament d'altres dos invents de Thomas Alva Edison, el telègraf i el telèfon. El 1877 Edison estava treballant en una màquina que transcrivia missatges telegràfics mitjançant esquerdes a la cinta de paper, que després podrien ser enviats a través del telègraf en repetides ocasions. Aquest desenvolupament va conduir a Edison a especular que un missatge telefònic també podria ser gravat d'una manera similar. Va experimentar amb un diafragma que tenia un punt de gofrat i el va pressionar contra paper de parafina que es movia amb rapidesa. Les vibracions de la parla van fer osques en el paper. Més tard, Edison va canviar el paper per un cilindre de metall amb paper d'alumini embolicat al voltant d'ell. Encara que es va dir més tard que la data d'aquest esdeveniment va ser el 12 d'agost de 1877, alguns historiadors creuen que probablement va passar diversos mesos després, ja que Edison no va presentar una patent fins al 24 de desembre de 1877. Així mateix, el diari d'un els ajudants d'Edison, Charles Batchelor, sembla confirmar que el fonògraf no es va construir fins al 4 de desembre. La patent del fonògraf va ser emesa el 19 de febrer de 1878.
Edison va portar la seva nova invenció a les oficines de la revista Scientific American a Nova York i la va mostrar al personal. Com es va informar el 22 de desembre del 1877, amb l'assumpte "el Sr. Thomas A. Edison recentment va entrar en aquesta oficina, va col·locar una petita màquina a la nostra taula, va girar una maneta, i la màquina va preguntar per la nostra salut, va preguntar si ens agradava el fonògraf, ens va informar que era molt bo i va desitjar cordialment una bona nit". La invenció es va informar en diversos diaris de Nova York, i més tard en més diaris i revistes nord-americanes.

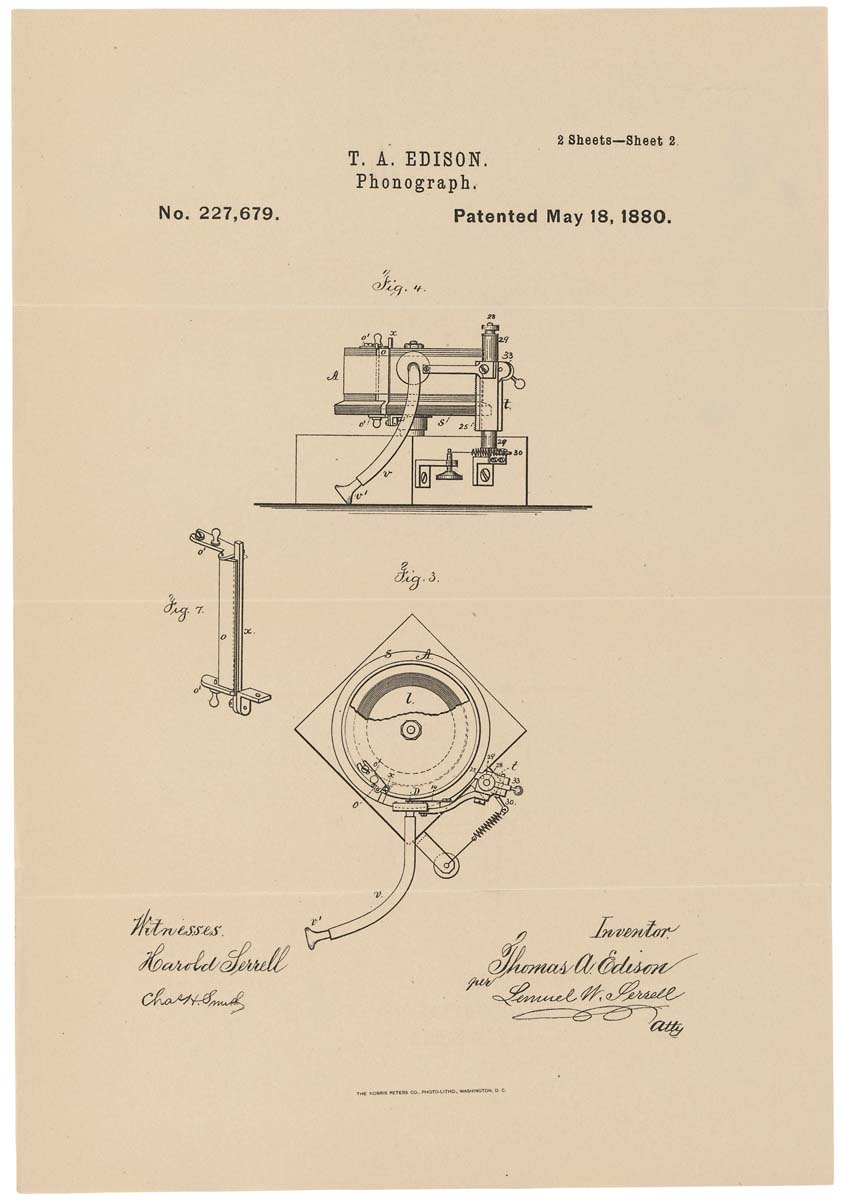
Dibuix a la patent del fonògraf d'Edison's 18 de maig, 1880.

Edison va rebre 10.000 $ per la fabricació i venda de drets i el 20% dels guanys. La màquina va ser un èxit immediat, però era difícil d'utilitzar, excepte pels experts, i el paper d'alumini durava poques reproduccions.

### Antecessors del fonògraf
Diversos inventors van idear màquines per gravar so abans del fonògraf de Thomas Edison. Edison va ser el primer en inventar un dispositiu que podria gravar i reproduir so. Els predecessors del fonògraf inclouen fonoautògraf de Édouard-Léon Scott de Martinville, i el paleòfon de Charles Cros. Els enregistraments realitzats amb els fonoautògrafs estaven destinats a ser representacions visuals del so i no van ser reproduïts com a so fins al paleòfon de Cros al 2008. Cros volia gravar i reproduir so, però no havia desenvolupat l'aparell més enllà d'un concepte bàsic excepte en el moment d'èxit d'Edison amb la demostració del fonògraf al 1877.
El paleòfon va ser patentat el 10 d'abril de 1877, pel francès Charles Cros. Va registrar una patent d'invenció d"un procediment de registre i reproducció dels fenòmens percebuts per l'oïda". Cros afirmava que si una membrana proveïda d'un punxó traça un solc per l'acció d'un so, aquest solc farà vibrar la membrana quan el punxó torni a passar pel solc i es recuperarà el so inicial: sota aquest pressupost planejava la construcció del seu paleòfon.

### Primer fonògraf
La primera màquina tenia dues unitats de diafragma i d'agulles, un per a la gravació i una per la reproducció. Quan un parla per un filtre, les vibracions del so llisquen en el cilindre per l'agulla d'enregistrament en un patró de solc vertical (o muntanyes i valls). Edison va donar un esbós de la màquina al seu mecànic, John Kruesi, per construir, el que suposadament va fer Kruesi en un termini de 30 hores. Edison immediatament va posar a prova la màquina cantant una cançó infantil, "Maria tenia un xai". Sorprenentment la màquina va reproduir les seves paraules de nou cap a ell.

## Parts del fonògraf
El fonògraf està format per diferents parts:
- Maneta d'accionament

- Eix de transmissió
- Rosca
- Cilindre
- Cartró recobert d'estany
- Estilet
- Membrana
- Botzina

### Els cilindres
El fonògraf està format per diversos cilindres de mida estàndard, que tendien a ser de 4,25 "de llarg i 2.1875" de diàmetre, van ser de 50 centaus cada un i en general jugat a 120 r.p.m. Una varietat de seleccions van aparèixer en els cilindres, incloent marxes, balades sentimentals, cançons coon, himnes, monòlegs còmics i especialitats descriptives, que ofereixen representacions de so d'esdeveniments.
Un procés de duplicat per a la producció de cilindres de cera en massa es va posar en marxa el 1901. Els cilindres van ser modelats, enlloc de ser gravats per un llapis òptic, i es va utilitzar una cera més dura. El procés es coneix com a or modelat, a causa d'un vapor d'or que es desprèn d'elèctrodes d'or utilitzades en el procés. Sub-màsters van ser creats des del mestre d'or, i els cilindres es van fer a partir d'aquests motlles. D'un sol motlle, 120 a 150 cilindres podrien ser produïts cada dia. La nova cera utilitzada era de color negre, i els cilindres es va cridar inicialment nou High Speed Hard Wax modelats registres fins que el nom va ser canviat a or modelat. A mitjans de 1904, l'estalvi en la duplicació de masses es reflecteixen en el preu dels cilindres que s'havia reduït a 35 centaus cada un. extrems bisellats es van fer en els cilindres per donar cabuda a títols.
Els primers cilindres tenien dos problemes significatius. La primera va ser la curta durada dels cilindres, a 2 minuts. Això va reduir necessàriament el camp del que podria ser gravat. El segon problema era que cap no existia cap mètode de duplicat de cilindres. Molt sovint, els artistes havien d'enregistrar els cilindres un per un. Això no només requereix molt de temps, sinó que és molt costós.

### Funcionament del fonògraf
- Gravació del so:

1. El cilindre mecànic fa un moviment combinat al voltant i al llarg del seu eix.
2. La persona parla per la botzina metàl·lica.
3. Les vibracions de la membrana mouen un estilet que llaura un solc helicoidal sobre el cilindre del fonògraf.

- Reproducció del so:

1. El cilindre metàl·lic fa el moviment amb el gir de la maneta.
2. L'estilet es mou pel solc repetint el seu traç.
3. El moviment de l'estilet en els solcs del cilindre produeix vibracions de la membrana que s'amplifiquen en la botzina cònica.

Com a curiositat, els primers fonògrafs que utilitzaven, els cilindres estaven recoberts d'estany, només permetien realitzar enregistraments curts, d'uns minuts de durada. Més tard van ser substituïts per uns cilindres de cera sòlida de major qualitat i durabilitat.

### Sonoritat
El so està format per ones de pressió que es mouen per l'aire des d'una font en particular. Les nostres oïdes recullen aquestes ones de pressió amb gran precisió i els nostres cervells les tradueixen als sons que escoltem. Aquestes ones poden ser creades per qualsevol moviment o col·lisió d'objectes en el món natural (gràcies a l'atmosfera i als objectes en si, que carreguen ones de pressió), però controlar les ones ha provat ser difícil.

## Evolució del fonògraf

### En l'actualitat
A hores d'ara, els reproductors de música són cada cop més petits, fet que fa que siguin molt més cómodes a l'hora de transportar-los, a més d'exercir innumerables funcions. Per tant, el fonògraf és un invent que ha donat pas a nous reproductors de so.

### Serveis
Edison no va parar de patentar nous invents que milloraven la qualitat de vida alhora que oferien noves possibilitats d'entreteniment.